# Ogdens' Nut Gone Flake
Ogdens' Nut Gone Flake es el tercer álbum de estudio de la banda de rock británica Small Faces, publicado en mayo de 1968. Logró ubicarse en el primer lugar de la lista de éxitos UK Album Chart el 29 de junio, lugar en el que permaneció por seis semanas. El título y el diseño del empaque hacen referencia al Ogden's Nut, un blend de tabaco en flake producido en Liverpool.

## Lista de canciones
Todas escritas por Steve Marriott y Ronnie Lane, excepto donde se indique.
1. "Ogdens' Nut Gone Flake" (Marriott, Lane, McLagan, Jones) (2:26)
2. "Afterglow of Your Love" (3:31)
3. "Long Agos and Worlds Apart" (McLagan)	(2:35)
4. "Rene" (4:29)
5. "Song of a Baker" (3:15)
6. "Lazy Sunday" (3:05)
7. "Happiness Stan" (2:35)
8. "Rollin' Over" (2:50)
9. "The Hungry Intruder" (Marriott, Lane, McLagan) (2:15)
10. "The Journey" (Marriott, Lane, McLagan, Jones)	(4:12)
11. "Mad John" (2:48)
12. "HappyDaysToyTown" (Marriott, Lane, McLagan) (4:17)

## Créditos
- Steve Marriott − voz, guitarras, armónica
- Ronnie Lane −voz, bajo, guitarra
- Kenney Jones − voz, percusión
- Ian McLagan − voz, teclados